# ایگراپینا
ایگراپینا (به پرتغالی: Igrapiúna) یک منطقهٔ مسکونی در برزیل است که در باهیا واقع شده‌است. ایگراپینا ۱۳٬۰۹۱ نفر جمعیت دارد.